# Tyenna (fiume)
Il fiume Tyenna (Tyenna River in inglese) è un fiume australiano della Tasmania, che scorre nella parte centro-orientale dell'isola.
Il fiume parte da una altitudine di 803 e arriva a 40 metri di altitudine alla confluenza con il fiume Derwent.
E' alimentato da un fiume, l'Humboldt e da due torrenti, il Boyces e il Lady Barron.

## Tributari con altezze d'estuario
I tributari del fiume Tyenna sono:
- Fiume Humboldt - 288m
- Torrente Lady Barron - 163m
- Torrente Boyces - 92m